# Flaumeichenwälder im Grazer Bergland
Flaumeichenwälder im Grazer Bergland este o arie protejată (arie specială de conservare — SAC, sit de importanță comunitară — SCI) din Austria întinsă pe o suprafață de 4,55 ha, integral pe uscat.

## Localizare
Centrul sitului Flaumeichenwälder im Grazer Bergland este situat la coordonatele 47°06′57″N 15°22′39″E / 47.1157°N 15.3774°E.

## Înființare
Situl Flaumeichenwälder im Grazer Bergland a fost declarat sit de importanță comunitară în septembrie 2002 pentru a proteja un număr necunoscut de specii din flora spontană și fauna sălbatică aflate în arealul zonei. Situl a fost protejat și ca arie specială de conservare în februarie 2006.

## Biodiversitate
Situată în ecoregiunea alpină, aria protejată conține 3 habitate naturale: Pajiști panonice carstice (Stipo-Festucetalia pallentis), Păduri de fag din Europa Centrală dezvoltate pe sol calcaros cu Cephalanthero-Fagion, Păduri panonice cu Quercus pubescens.
La baza desemnării sitului se află un număr nedeclarat de specii protejate.
Pe lângă speciile protejate, pe teritoriul sitului au mai fost identificate 9 specii de plante.